# Пилягіна Галина Яківна
Пилягіна Галина Яківна (нар. 28 жовтня 1964, Донецьк) — українська  вчена , доктор медичних наук, професор, завідувач кафедри психіатрії, психотерапії та медичної психології Національної медичної академії післядипломної освіти ім. П. Л. Шупика.

## Біографічні відомості
Г. Я. Пилягіна народилася у 1964 р., у м. Донецьку (Україна).
Закінчила Донецьке державне музичне училище за фахом фортепіано (1979—1983 р.).
Навчалася на другому лікувальному факультеті Донецького державного медичного інституту ім. М. Горького за фахом лікувальна справа (1984—1990 р.).
Після одержання вищої медичної освіти пройшла інтернатуру за фахом психіатрія при Донецькій обласній психіатричній лікарні за керівництвом І.А. Антоновича (1990—1991 рр.).
Після закінчення інтернатури протягом двох років працювала лікарем-психіатром Донецького міського психо-неврологічного диспансеру (1991—1993 рр.).
З 1993 р. мешкає у м. Києві. У період з 1993 по 2007 рр. працювала в Українському НДІ соціальної і судової психіатрії та наркології МОЗ України на різних посадах (від молодшого наукового співробітника до заступника директора з наукової роботи), а також навчалася в аспірантурі (1993—1997 р.) та докторантурі (2000—2003 рр.).
З 2004 р. працює у Національній медичній академії післядипломної освіти імені П. Л. Шупика, основна діяльність пов'язана з викладанням психіатрії, психотерапії, дитячої психіатрії, медичної психології, з проведенням науково-дослідницьких робіт та з лікувально-консультативною роботою.
З 2005 по 2015 р. працювала на посаді професора кафедри дитячої, соціальної і судової психіатрії. 
З лютого 2015 р. очолює кафедру психіатрії, психотерапії та медичній психології.

## Освіта
Донецьке державне музичне училище, за класом фортепіано (1983 р.).
Донецький державний медичний інститут ім. М. Горького, другий лікувальний факультет, фах — лікувальна справа (1984—1990 рр.)
Інтернатура за фахом психіатрія (1990—1991 рр.).
Очна аспірантура при Українському НДІ соціальної та судової психіатрії, фах — психіатрія (1993—1997 рр.).
Докторантура при Українському НДІ соціальної та судової психіатрії і наркології, фах — психіатрія (2000—2003 рр.)
Стипендіат стипендії Кабінету Міністрів України для молодих вчених (1998—2000 рр.).

### Захист дисертаційних робіт
У 1997 р. захистила дисертацію на здобуття наукового ступеня кандидата медичних наук за фахом «психіатрія» на тему «Корекція суїцидальної поведінки у психічно хворих за допомогою латеральної фізіотерапії», науковий керівник — проф. А. П. Чуприков
У 2004 р. захистила дисертацію на здобуття наукового ступеня доктор медичних наук за фахом «психіатрія» на тему «Аутоагресивна поведінка: патогенетичні механізми та клініко-типологічні аспекти діагностики і лікування», науковий консультант — проф. А. П. Чуприков

### Лікувальна і наукова діяльність
Основним фокусом професійної діяльності протягом всього часу є діагностика та лікування психічних розладів у дітей і дорослих (психофармакотерапія, психотерапія), а також — суїцидологія.
Була науковим керівником науково-дослідницьких робіт:
- «Розробка моделі національної суїцидологічної служби (методологічні та організаційні принципи, діагностично-лікувальні, реабілітаційні і профілактичні заходи)» (2002—2006 рр.),
- «Розробка системи організаційних, діагностичних, лікувально-реабілітаційних та профілактичних заходів щодо надання спеціалізованої психіатричної, психотерапевтичної та психологічної допомоги жертвам насильства» (2004—2007 рр.).

Професор Г. Я. Пилягіна була відповідальним виконавцем науково-дослідницької роботи «Розробити комплексні патогенетичні методи корекції та профілактики аутоагресивної поведінки у психічно хворих», які виконувалися в Українському НДІ соціальної та судової психіатрії і наркології (1999—2003 рр.), «Розлади адаптації у шкільному віці» (2008—2010 рр.) та «Диференційні критерії оцінки стану соціального функціонування хворих на різні види психічної патології на етапі закінчення стаціонарного лікування» (2011—2014 рр.). 
Була провідним дослідником міжнародного дослідницького проекту «Genetic Investigation of Suicide Attempt and Suicide» (2000—2006, керівники: Danuta Wasserman, Jerzy Wasserman, Швеція). 
Брала участь у підготовці документів до розробки та впровадження міжвідомчої загальнодержавної програми «Комплекс заходів щодо запобігання зростання аутоагресивної активності в Україні» (1996—1998 рр.). 
Була керівником «Центру кризових станів», який функціонував на базі Українського НДІ соціальної та судової психіатрії і наркології у 1996—1999 рр. 
Організатор численних конференцій, практичних семінарів «Клінічні зустрічі», а також багаторічного «Майстер-класу по психіатричної пропедевтики» для лікарів, психологів, волонтерів і фахівців різних спеціальностей, що працюють у зоні надання соціально-психологічної допомоги населенню. 
Автор 120 наукових публікацій, 2 керівництв та 6 навчально-методичних посібників. 
З 1994 р. по теперішній час постійно займається лікувально-консультативною роботою на базах Українського НДІ соціальної та судової психіатрії і наркології (1994—2006 рр.), Київської міської клінічної лікарні швидкої допомоги (1994—2005 рр.), кафедри дитячої, соціальної та судової психіатрії НМАПО ім. П. Л. Шупика (2004—2014 рр.), кафедри психіатрії, психотерапії та медичної психології НМАПО імені П. Л. Шупика (з 2015 р. по теперішній час). 
Основні методи психотерапевтичної роботи засновані на принципах екзистенціальної та когнітивної психотерапії. Автор психотерапевтичної методики «Тренінг особистісної інтеграції — шлях до себе».

## Учні
Чумак Станіслав Анатолійович — к.м.н., Семенцул Вікторія Едуардівна — медичний психолог.

## Перелік ключових публікацій
1. Пилягина Г. Я. Коррекция суицидального поведения у психически больных с помощью лате ральной физиотерапии // Диссертация на соискание ученой степени кандидата медицинских наук.– К., 1997.– 438с.
2. Чуприков А. П., Пилягина Г. Я. Розробка державної програми боротьби із зростанням суїцидальної активності в Україні // Збірник наукових праць співробітників КМАПО ім. П. Л. Шупика.– К., 1998.– Вип.7.– кн.1.– С.157 — 159.
3. Чуприков А. П., Пилягина Г.Я, Войцех В. Ф. Суицидология. Основные термины и понятия // Методическое пособие.– К., 1999.– 60с.
4. Пилягина Г. Я. К вопросу об адаптационной концепции в суицидологии // Таврический журнал психиатрии.– 1999.– Вип.7.– № 4–5.– С.105 — 107.
5. Пилягина Г. Я. Психические расстройства в общетерапевтической практике // Doctor.– 2002.– № 6.– С. 17 — 21.
6. Пилягина Г. Я. Механизмы патологического приспособления и детская травматизация в суицидогенезе // Укр. мед. часопис. — 2003. — № 6 (38). — С. 49–56.
7. Пилягина Г. Я. Аутоагресивна поведінка: патогенетичні механізми та клініко-типологичні аспекти діагностики і лікування // Диссертация на соискание ученой степени доктора медицинских наук.¾ К., 2004.¾ 436с.
8. Винник М. І., Пилягіна Г. Я. Проблема саморуйнувальної поведінки серед населення України // Щорічна доповідь про стан здоров'я населення України та санітарно-епідеміологічну ситуацію. 2006 р.– К., 2007.– С.141-150.
9. Пилягина Г. Я., Чумак С. А. Суицидогенез: патогенетические механизмы рецидивировании аутоагрессивного поведения // Архив психиатрии.– 2007. — Т. 13, № 2(49). — С.6-21.
10. Пилягина Г. Я., Дубровская Е. В. Психососматические расстройства в детском и подростковом возрасте // Новости медицины и фармации.– 2008.– № 243.– С.60 — 65.
11. Пилягина Г. Я., Чумак С. А., Семенцул В. Э. Экзистенциальный кризис в суицидогенезе и становлении «суицидальной карьеры» // Збірник наукових праць співробітників НМАПО імені П. Л. Шупика.– К., 2008.– Вип.17.– кн.1.– С.866–881.
12. Постолюк Г. І., Татарчук Н. В., Пилягина Г. Я., Кравченко Р. І., Маруда О. Б., Міщук Т. М., Полозюк О. К., Бервено Н. О., Герасимчук Ф. М. Програма підготовки кандидатів у прийомні батьки та батьки-вихователі, які беруть на виховання дітей з особливими потребами // Представництва благодійної організації «Надія та житло для дітей» в Україні.- Інформаційно-методичні матеріали.– К., 2010.– 218с.
13. Пилягина Г. Я. Понятие когнитивно-эмоционального дисбаланса (дефицита) и его значение в патогенезе психической патологии и саморазрушающего поведения // Збірник наукових праць співробітників НМАПО імені П. Л. Шупика.– К., 2013.– Вип.22.– кн.2.– С.257 — 267.
14. Пилягина Г. Я. Особенности патогенеза эквивалентной формы саморазрушающего поведения // Суицидология.– 2013.– № 3(12).– С.36 — 48.
15. Пилягина Г. Я. Диагностика депрессивных состояний у детей и подростков в общесоматической практике // Сімейна медицина.– 2013 (48).– № 4.– С.65 — 69.
16. Pyliagina G. Suicide trends in Ukraine, 1998—2010 // Suicide in Eastern Europe, the CIS, and the Balric Countries: Social and Public Health Determinats: Summary of Conference.– 2013 p. 31 — 34
17. Пилягина Г. Я., Чумак С. А. Предикторы формирования и рецидивирования саморазрушающего поведения // Суицидология.– 2014.– № 2(15).– Т.5. — С.3 — 20.
18. Пилягина Г. Я., Семенцул В. Э. Дифференциально-возрастной патопсихологический анализ суицидогенных факторов // Тюменський медицинский журнал.– 2014.– № 1.– Т.16. — С.20 — 21.
19. Пилягіна Г. Я. Діагностика, принципи лікування та комплексної реабілітації хворих з тяжкими органічними психічними розладами // Реабілітація та паліативна медицина.– 2016.– № 1(3).– С.60 — 66.
20. Pyliagina G. Differential diagnostic of self-destructive behaviour via structural-dynamic model // 25th European congress of psychiatry / European Psychiatry 41S (2017) S365–S404, http://dx.doi.org/10.1016/j.eurpsy.2017.02.489

## Міжнародна співпраця
Членкиня Східно-європейської асоціації екзистенціальної терапії (асоціація зареєстрована в Литві, м. Бирштонас).

## Хобі
Читання, музика, кулінарія, мандри.